# 張宏艷
張宏艷（Lavender Cheung，1970年2月7日—），香港第一代全職主播，曾任香港有線新聞總主播。2007年溫家寶訪日時，她往日本東京、大阪等地採訪，並製作名為「日本對談」的系列報道，該報道於同年12月獲頒第三屆中大新聞獎新聞報道組優異獎

。12月南京大屠殺七十周年時，安排日本老兵坂倉清往南京演說，承認日本侵華罪行，向南京市民謝罪。

現為香港中文大學傳訊及公共關係處處長。南京大屠殺八十周年時，安排日本《世界》雜誌副總編輯熊谷伸一郎往香港中文大學，發表題為「戰爭回憶與責任——日本和平主義走向何方」的演講。

2019年4月，促成日本歷史學家和仁廉夫先生捐贈大批珍貴的香港軍票訴訟歷史文件予中大圖書館。

## 生平
張宏艷於1970年在北京出生，父母皆為歸國的印尼華人，6歲時跟隨家人來港，分別於荃灣信義學校及荃灣官立中學接受小學及中學教育；1993年於香港中文大學新聞及傳播學系畢業，自1993年香港有線電視開台便在有線新聞工作，是香港第一代全職主播。
1995年取得日本文部省獎學金後，到日本慶應義塾大學修讀政治學碩士，期間擔任駐日本記者，曾經與採訪隊獨家拍得日本青年社登上釣魚台修理燈塔，採訪神戶大地震、釣魚台事件等新聞。1998年學成歸港，重投主播一職，後來晉升為總主播，除在幕前報道新聞外，還擔任管理及培訓工作。
張宏艷曾報道過不少突發及重大新聞事件，如在歷屆立法會選舉中於點票中心報道點票情況、2001年9月11日在美國發生的九一一事件。2005年12月17日在港舉行的第六次世貿部長級會議場外的示威衝突，下午至晚上直播跟進事態發展。2008年2月27日政府公布財政預算案當日，主持了長達六小時的互動直播節目，讓觀眾循不同渠道發表意見。除在幕前工作，她在幕後主要的工作是培訓新入職的主播和管理整個主播團隊。2006至2012年期間，她亦擔任香港中文大學新聞及傳播學院和通識教育部兼任講師，講授出鏡及演講溝通技巧。
2009年2月3日，正式告別16年的主播生涯。同年2月中，轉投香港總商會任會務發展總監，在任一年多後轉投醫院管理局任傳媒及公共關係高級經理。

### 中大傳訊及公共關係處處長
2017年1月張宏艷轉任香港中文大學傳訊及公共關係處處長。南京大屠殺八十周年時，安排日本《世界》雜誌副總編輯熊谷伸一郎往香港中文大學，發表題為「戰爭回憶與責任——日本和平主義走向何方」的演講。2019年4月，促成日本歷史學家和仁廉夫先生捐贈大批珍貴的香港軍票訴訟歷史文件予中大圖書館。
於2019年11月香港中文大學警民衝突期間，張宏艷曾與同事代表中大師生和警察談判。

## 著作
- 《再見女主播──離開，是為了回來的風景 （页面存档备份，存于）》，天窗出版社2005年11月初版 ISBN 988-98328-5-2
- 《一步一窩心 （页面存档备份，存于）》，天行者2008年3月初版 ISBN 978-988-99893-8-5
- 《苦媽是這樣煉成的 （页面存档备份，存于）》，青桐社2010年7月初版 ISBN 978-988-19709-9-2

### 翻譯書籍
- 《回頭已是百年身 （页面存档备份，存于）》，熊谷伸一郎原著，精英文化動力2007年9月出版 ISBN 978-988-17095-2-3
- 《歲月無聲 - 一個日本人追尋香港日佔史迹 （页面存档备份，存于）》，和仁廉夫原著，花千樹出版社2013年7月出版 ISBN 978-988-8042-79-1
- 《金子的戰爭－一個日本老兵的中國戰場記憶 （页面存档备份，存于）》，熊谷伸一郎原著，花千樹出版社2016年6月出版 ISBN 978-988-8265-49-7

### 合編書籍
- 《一人一故事 - 新聞人的心聲細語 （页面存档备份，存于）》141位新聞從業員合著，蘇鑰機、張宏艷、譚蕙芸、李玉茹主編，天地圖書2010年6月出版 ISBN 978-988-219-189-1
- 《一人又一故事- 新聞人再訴心聲 （页面存档备份，存于）》一百多位新聞工作者，描寫採訪過程中遭遇的人和事，述說新聞工作的喜怒哀樂，新聞背後的社會倫理與人情。 蘇鑰機、張宏艷、李玉茹主編，天地圖書2013年7月出版 ISBN 978-988-8254-04-0
- 《原來天使在身邊 （页面存档备份，存于）》50位城中名人及專業人士為你講述自己跨越困境的經歷，慈善同學會組編，書作坊出版社2017年7月出版 ISBN 978-988-77267-1-5

## 外部連結
- 談心‧張艷 （页面存档备份，存于）
- 談天說地‧張艷 （页面存档备份，存于）
- 晴報 專欄《每日驚艷》 （页面存档备份，存于）
- 星島日報 專欄《艷陽天》